# Aragonès gistaví
L'Aragonès gistaví o simplement gistaví (chistabín en aragonés) és la varietat dialectal de l'aragonès que es parla al poble de Gistaín a la vall de Gistau a Osca, als pobles de: Gistaín, San Chuan de Plan, Plan, Saraviello i La Comuna (Sin, Senyès i Serveto). És una de les varietats de l'aragonès més arcaïtzada i menys castellanitzades. Marca la separació dels dialectes orientals amb els dialectes centrals. Fa de transició entre el belsetà i el benasquès.

## Sintaxi
Fa concordança amb el participi o complement directe:
- Las vacas las han comidas.
- Es he vistos.

## Morfologia
A una part del dialecte: a Plan, Sant Juan de Plan i Gistau es fa servir el passat perifràstic com en ribagorçà de la següent manera:
- yo voi fer(e)
- tu vas fer(e)
- el va fer(e)
- nusatros vom* fer(e)
- vusatros voz fer(e)
- els van fer(e)

*la m de la primera persona del plural s'ha anat tornant n progressivament.
La resta del dialecte fan servir el passat simple, com en belsetan:
- yo fayé
- tu fayés
- el fayó
- nusatros fayem
- vusatros fayez
- els fayon